# Washington Nationals (1886–1889)

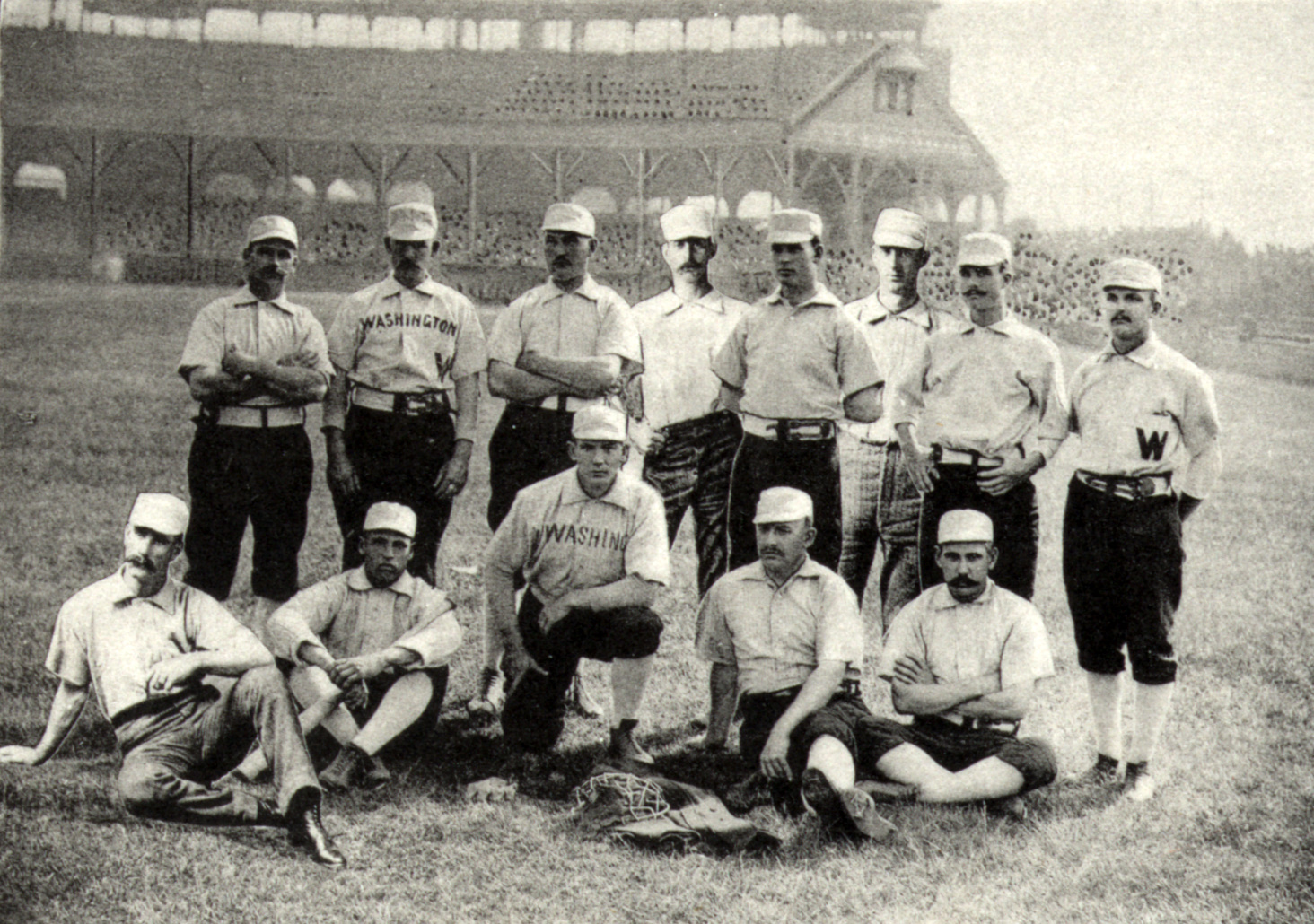
Die Washington Nationals von 1888

Die Washington Nationals waren ein professionelles Baseballteam aus Washington, D.C., welches nur vier Spielzeiten existierte, in dieser Zeit aber sechs verschiedene Manager hatte.
Gegründet 1886 startete das Team fortan in der National League. Die erste Saison beendete man mit einer Siegquote von nur 22,3 % auf dem letzten Tabellenplatz. Im Folgejahr wurde die Quote auf über 37 % gesteigert und man ließ zumindest ein Team, die Indianapolis Hoosiers, hinter sich. Nachdem man 1888 und 1889 erneut mit schlechten Leistungen das Schlusslicht der National League war, wurde das Team mangels Perspektive aufgelöst.
Bekanntester Spieler der Nationals war der spätere Hall of Famer Connie Mack, der in späteren Jahren vor allem durch seine 50-jährige Managerzeit bei den Philadelphia Athletics berühmt wurde.

## Manager der Washington Nationals
| Manager         | Jahr      |
| --------------- | --------- |
| Michael Scanlon | 1886*     |
| John Gaffney    | 1886–1887 |
| Walter Hewett   | 1888*     |
| Ted Sullivan    | 1888      |
| John Morrill    | 1889*     |
| Arthur Irwin    | 1889      |

* Michael Scanlon, Walter Hewett und John Morrill wurden jeweils während der laufenden Saison ersetzt.

## Statistiken der Washington Nationals
| Jahr | S  | N  | U | Siege in % |
| ---- | -- | -- | - | ---------- |
| 1886 | 28 | 92 | 5 | 23,3       |
| 1887 | 46 | 76 | 4 | 37,7       |
| 1888 | 48 | 86 | 2 | 35,8       |
| 1889 | 41 | 83 | 3 | 33,1       |

## Weblink
- Statistiken der Nationals auf baseball-reference.com